# Douglas DC-8
El Douglas DC-8 és un avió quadrireactor de fuselatge estret fabricat per l'empresa estatunidenca Douglas Aircraft Company entre el 1958 i el 1972. Encara que sortí al mercat després del Boeing 707, amb el qual competia, el DC-8 mantingué la posició robusta de Douglas en el mercat d'avions de passatgers.

## Disseny i desenvolupament
Douglas Aircraft Company va començar a buscar als principis dels anys 50 un successor pel Douglas DC-7 per tal de mantenir una bona posició dins el mercat d'avions de passatgers, competint sobretot amb Lockheed i Boeing. Douglas va arribar a la conclusió que, el futur del mercat d'avions comercials, estava en avions de reacció per a llargues distàncies i, el 7 de juny de 1955, va decidir construir i certificar el DC-8, publicant els detalls l'agost d'aquell mateix any.
El disseny original era un monoplà d'ala baixa amb una fletxa de 30°, menor que la del Boeing 707, i quatre reactors Pratt & Whitney JT3C en suports sota les ales. Pan American va ser la primera companyia a fer comanda de 20 unitats, seguida per United Airlines i National Airlines entre d'altres.
Després de diferents versions, les vendes de DC-8 continuaven per sota de les del Boeing 707 perquè els fuselatges de les sèries 10 a la 50 variaven molt poc i això els feia poc flexibles per a complir les variades exigències de les companyies aèries. Tots aquests problemes van fer que Douglas es decidís per fer la sèrie 60 que presentaria diferents combinacions de longitud del fuselatge, càrrega útil i abast.
L'aparició de la sèrie 60 va provocar un ressorgiment de comandes pel DC-8 fins que la producció arribà a la seva fi el maig de 1972, quan l'avió començà a ser substituït per models de fuselatge ample més grans, incloent-hi el Boeing 747, el McDonnell Douglas DC-10 i el Lockheed L-1011 TriStar.
A finals de 2014 encara quedaven algunes unitats de DC-8 sèries 60 i 70 en servei com a avions de càrrega.

## Versions
- DC-8 sèrie 10: Model inicial per a línies interiors amb motors Pratt & Whitney JT3C.[2]
- DC-8 sèrie 20: Canvi de motorització del model anterior a un Pratt & Whitney JT4A.[2]
- DC-8 sèrie 30: Model intercontinental amb motors Pratt & Whitney JT4A i més capacitat de combustible.[2]
- DC-8 sèrie 40: Canvi de motorització del model anterior a un Rolls-Royce Conway.[2]
- DC-8 sèrie 50: Variant de la sèrie 30 amb turboventiladors Pratt & Whitney JT3D.[2]
- DC-8 sèrie 50 Jet Trader: Variant mixta de càrrega i passatge amb una porta lateral de càrrega i sòl reforçat.[2]
- DC-8 sèrie 60: Variants amb diferents longituds, pesos i capacitat de combustible. El DC-8-62 va ser l'avió comercial amb més abast del seu temps.[3]
- DC-8 sèrie 70: Actualitzacions fetes l'any 1979 a la sèrie 60 per Cammacorp, associada a Douglas, canviant els motors per uns de més potents i silenciosos, el CFM International CFM56.[2]

## Especificacions DC-8-71
Dades de El gran mundo de la aviación civil
Característiques generals
- Tripulació: 4
- Capacitat: Fins a 259 passatgers en classe única
- Longitud: 57,22 m
- Envergadura: 43,36 m
- Alçada: 12,93 m
- Pes màxim d'enlairament: 147.415 kg
- Motor: 4× CFM International CFM56-2-1C  , 108 kN cada un

 Rendiment 
- Velocitat màxima: 965 km/h
- Abast: 7.485 km